# Max Immelmann
Max Immelmann (Dresda, 21 settembre 1890 – nei dintorni di Sallaumines, 18 giugno 1916) è stato un aviatore tedesco durante la prima guerra mondiale, conosciuto anche come l'Aquila di Lille (tedesco: Der Adler von Lille).
Max Immelmann fu il secondo Asso dell'aviazione tedesco della Grande guerra e successivamente arrivò a 17 vittorie.
La sua fama è legata alla manovra acrobatica che porta il suo nome, inventata durante la Grande Guerra e modificata nei decenni successivi.

## Biografia
Nacque a Dresda, figlio di Franz Immelmann, un piccolo industriale che si occupava di imballaggi, e di Gertrude Sidonie. Nel 1905, all'età di 15 anni, entrò a far parte del Corpo Cadetti di Dresda, che preparava i giovani alla futura carriera militare, e nel 1911 venne ammesso nell'Eisenbahnregiment Berlin, un reparto del genio ferrovieri; nel 1912, però, abbandonò la carriera militare a causa delle difficoltà di adattamento incontrate. Tra il 1913 e il 1914 studiò ingegneria meccanica presso l'università di Dresda.

### Prima guerra mondiale
Immelmann, allo scoppio della guerra, venne richiamato in servizio in un'unità del genio ferrovieri. Nel novembre 1914 venne trasferito al Corpo Aeronautico tedesco (Luftstreitkräfte, antesignano della successiva Luftwaffe) per partecipare ad un corso di addestramento al pilotaggio presso Adlershof dove apprese a volare utilizzando i monoplani Albatros Taube.
Ottenuto il brevetto e promosso sottotenente, nel 1915, Immelmann fu assegnato al Feldflieger Abteilung 10 ed adibito a compiti di osservazione e rifornimento presso la base di Vrizy nelle Ardenne. Presso questa unità prestò servizio dal febbraio all'aprile 1915. In seguito venne trasferito al Flg Abt 62 a Douai in Francia. In diverse occasioni, impegnò combattimento con il nemico, a bordo del suo LVG biposto, con cui erano equipaggiate le sue unità, ma senza risultati. Quando vennero consegnati due Fokker M.5, che, per primi, possedevano un sistema di sincronizzazione di tiro delle mitragliatrici MG 08 attraverso il disco dell'elica, lui ed Oswald Boelcke iniziarono a pilotarli.
Il 3 giugno 1915, durante un volo di perlustrazione, Immelmann venne colpito da un Farman francese: nonostante i gravi danni riportati dal suo apparecchio riuscì a rientrare alla propria base; questo atto gli fece ottenere la Croce di Ferro di Seconda Classe.
Il 1º agosto 1915, ai comandi di un Fokker E.I, abbatteva il suo primo aereo, conseguendo anche la prima vittoria aerea dei tedeschi, nella Prima guerra mondiale:
()
Nell'estate, insieme ad Oswald Boelcke (suo amico e rivale per numero di abbattimenti), Immelmann si trovò impegnato a contrastare un'incursione di bombardieri B.E. 2 nemici, riuscendo a costringere all'atterraggio forzato un apparecchio nemico; con grande cavalleria egli atterrò nei pressi del nemico abbattuto e strinse la mano all'avversario. Questo nuovo successo venne premiato con l'assegnazione della Croce di Ferro di Prima Classe e rapidamente la propaganda tedesca trasformò l'aviatore in un eroe, soprannominandolo Der Adler von Lille, "l'Aquila di Lille".
Per tutto l'inverno 1915-1916 Immelmann proseguì le operazioni sul fronte francese riuscendo ad abbattere altri apparecchi nemici grazie alle proprie capacità di volo e alla superiorità del Fokker che pilotava. Il 12 gennaio 1916, alla presenza dell'imperatore Guglielmo II egli venne insignito della Pour le Mérite, la più alta onorificenza tedesca che da allora venne soprannominata Blue Max in suo onore.
Nell'aprile 1916 Immelmann, promosso tenente e trasferito nel servizio permanente aeronautico, ricevette il nuovo Fokker Eindecker E.III che presentava diversi problemi nel meccanismo di sincronizzazione delle mitragliatrici. Il 18 giugno 1916, quando ormai ha raggiunto la quota di 15 aerei abbattuti, Immelmann, durante un volo di ricognizione nella zona di Sallaumines/Lens, impegnò combattimento contro alcuni biplani Royal Aircraft Factory F.E.2b inglesi della No. 25 Squadron Royal Flying Corps ma inspiegabilmente il suo aereo esplose in volo non lasciando nessuna possibilità di sopravvivenza al pilota.

### La morte

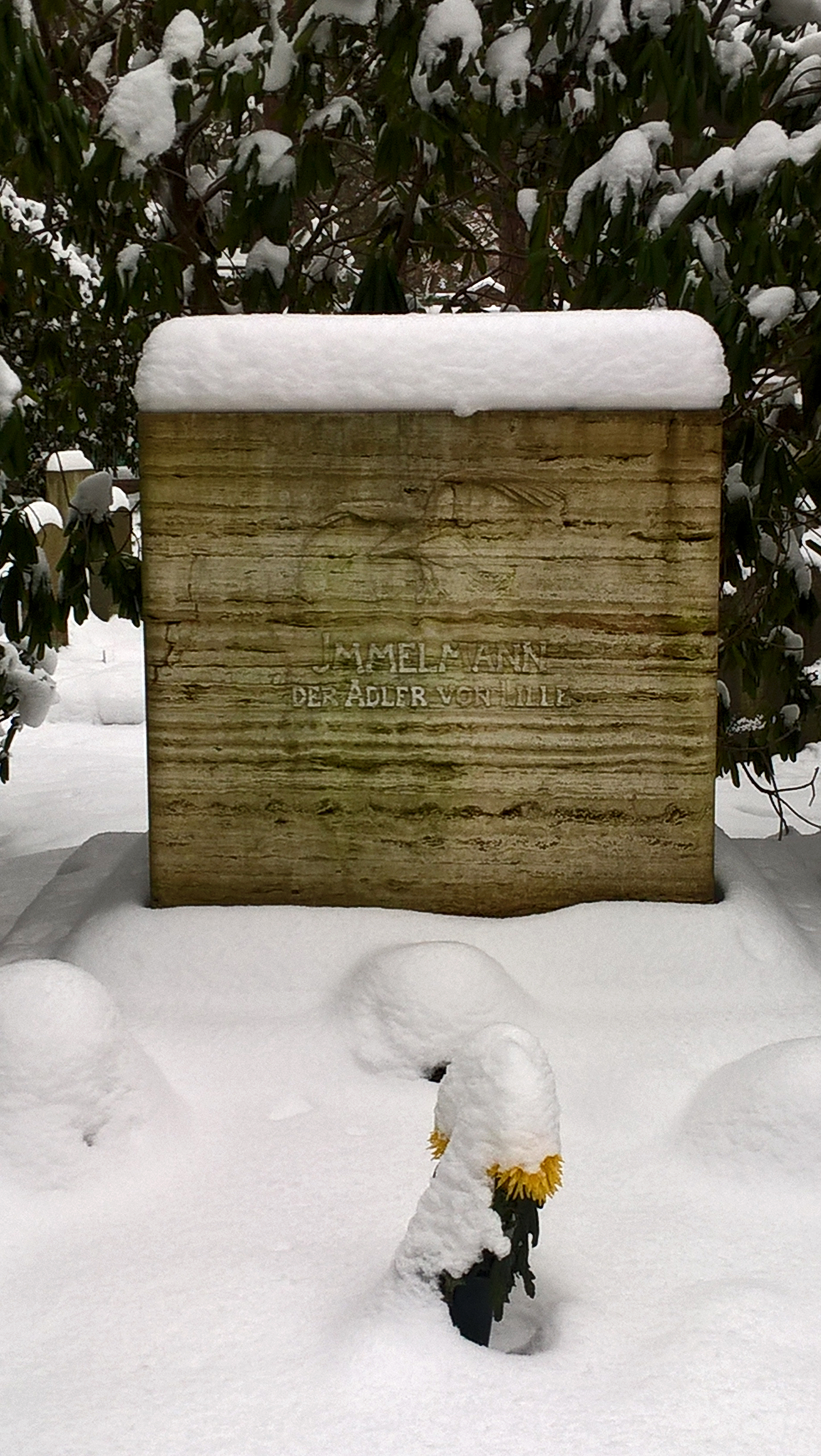
Tomba di Max Immelmann - Dresda Tolkewitz

La morte di Immelmann diede origine a diversi interpretazioni:
- la versione ufficiale inglese riportò l'abbattimento effettuato dal sottotenente G.R. McCubbin e dal caporale J. H. Waller in qualità di mitragliere/osservatore.
- la versione ufficiale tedesca riportò l'abbattimento da parte del fuoco contraereo (anche se il combattimento si svolse in un'area controllata dagli stessi tedeschi)
- il fratello di Immelmann, Franz, come avallato dallo stesso Anthony Fokker che ebbe modo di esaminare il relitto dell'apparecchio, riportò un difetto di sincronismo delle mitragliatrici che avrebbe portato alla distruzione dell'elica, nonché a gravissime vibrazioni che provocarono un'esplosione.

### La virata di Immelmann
Max Immelmann fu uno dei primi piloti da caccia della storia ed ebbe modo, per la prima volta, di sperimentare sul campo le complesse manovre tridimensionali richieste in questo tipo di specialità. Durante la sua carriera egli scoprì un'importante manovra che permetteva importanti vantaggi durante un combattimento aereo e che da lui prese il nome: la virata di Immelmann.
La virata di Immelmann (o virata imperiale) si riferisce, in realtà, a due diverse manovre acrobatiche.
1. Partendo dal volo orizzontale, si esegue una mezza gran volta (mezzo looping). Al vertice, si compie un mezzo tonneau in modo da riprendere il volo a quota superiore ed in direzione opposta. In questo modo, durante un combattimento, si può virare senza offrire il fianco agli avversari. Tale manovra è utilizzata ancora oggi, però la sua connessione con Immelmann è alquanto dubbia, in quanto di ardua esecuzione con i primi, poco potenti, aerei del 1915-16.
2. Durante la prima guerra mondiale, la "virata Immelmann" era una manovra più complessa, utilizzata per attaccare "in coda" un aereo più lento in momenti successivi. Quando, a bordo del suo Fokker Eindecker E.III, Immelmann individuava un aereo più in basso e davanti a lui, scendeva in picchiata e dopo una prima raffica, saliva in una ripida cabrata. Alla sommità della cabrata stessa, quasi in stallo, iniziava un tonneau che lo portava in posizione rovescia. Iniziava la discesa chiudendo il tonneau e con una ripida picchiata poteva effettuare un altro attacco in coda all'aereo nemico.[4]

Ma, secondo alcuni autori, anche questa manovra, che potrebbe verosimilmente essere stata adottata da Immelmann, non è attribuibile all'asso tedesco con assoluta certezza.